# Хассі-Р'Мель – Арзу
Хассі-Р'Мель – Арзу – трубопровідний коридор у Алжирі. 
На найбільшому газовому родовищі Алжиру Хассі-Р'Мель сформувався газотранспортний хабу, який окрім продукції власне Хассі-Р'Мель також отримує ресурс по газопроводах Алрар – Хассі-Р'Мель, Рурд-Нусс – Хассі-Р'Мель, Кречба – Хассі-Р'Мель, Регган – Хассі-Р'Мель, Гассі-ель-Гара – Хассі-Р'Мель. Далі ресурс газу може транспортуватись по кількох потужних системах, одна з яких прямує до розташованого на середземноморському узбережжі індустріального центру Арзу та включає: 
- споруджений в 1961 році газопровід GZ0 довжиною 509 км та діаметром 600 мм;
- споруджений в 1967/1979 роцках GZ1 довжиною 507 км та діаметром 1000 мм;
- споруджений в 1982-му GZ2 довжиною 507 км та діаметром 1000 мм;
- споруджений в 1989-му GZ3 довжиною 507 км та діаметром 1050 мм. В подальшому на ділянці між Сугер та Кеннандою його підсилили лупінгом RGZ3 довжиною 104 км та діаметром 1050 мм. 
Станом на середину 2000-х зазначені вище чотири нитки мали річну пропускну здатність 3,6 млрд м3 (GZ0), по 13,5 млрд м3 (GZ1 та GZ2) і 15,4 млрд м3 (GZ3).
Також можливо відзначити, що більшу частину маршруту в одному коридорі з GZ0/GZ1/GZ2/GZ3 прямують експортні газопроводи Магриб — Європа та MEDGAZ.
В районі Арзу великими споживачами природного газу є завод зі зрідження, заводи азотних добрив компаній Fertial, El Omania lil Asmida (AOA) та Sorfert, завод метанолу, нафтопереробний завод, металургійний комбінат, ТЕС Марсат-ель-Хаджжадж, ТЕС Кахрама. Перемички від газотранспортного коридору живлять місто Оран (із розташованою тут ТЕС Равін-Бланк), ТЕС Релізан, ТЕС Сугер, ТЕС Тіарет, також від нього беруть початок трубопроводи-відгалуження Сугер – Аджре-Енну, Сугер – Уед-Тарія, Релізан – Шлеф, Релізан – Магнія.